# Gabrovo (Delčevo)
Gabrovo (en macédonien Габрово) est un village de l'est de la Macédoine du Nord, situé dans la municipalité de Deltchevo. Le village comptait 794 habitants en 2002.

## Démographie
Lors du recensement de 2002, le village comptait :
- Macédoniens : 791 ;
- Autres : 3.